# Вольная борьба на летних Олимпийских играх 1948 — свыше 87 кг
Соревнования по вольной борьбе в рамках Олимпийских игр 1948 года в тяжёлом весе (свыше 87 килограммов) прошли в Лондоне с 29 по 31 июля 1948 года в «Empress Hall».
Турнир проводился по системе с начислением штрафных баллов. За чистую победу штрафные баллы не начислялись, за победу по очкам борец получал один штрафной балл, за поражение по очкам со счётом 2-1 два штрафных балла, за поражение со счётом 3-0 или чистое поражение — три штрафных балла. Борец, набравший пять штрафных баллов, из турнира выбывал. Борцы, вышедшие в финал, проводили встречи между собой. В случае, если они уже встречались в предварительных встречах, такие результаты зачитывались. Схватка по регламенту турнира продолжалась 15 минут. Если в течение первых шести минут не было зафиксировано туше, то судьи могли определить борца, имеющего преимущество. Если преимущество никому не отдавалось, то назначалось шесть минут борьбы в партере, при этом каждый из борцов находился внизу по три минуты (очередность определялась жребием). Если кому-то из борцов было отдано преимущество, то он имел право выбора следующих шести минут борьбы: либо в партере сверху, либо в стойке. Если по истечении шести минут не фиксировалась чистая победа, то оставшиеся три минуты борцы боролись в стойке.
В тяжёлом весе боролись всего 9 участников. Фаворитом был Бертиль Антонссон, чемпион Европы 1946 года. Однако в четвёртом круге Антонссон неожиданно уступил 38-летнему ветерану Дьюле Бобишу. Поскольку Бобиш ещё во втором круге тушировал третьего финалиста Джима Армстронга, судьба золотой медали была решена ещё до финала, а в финале состоялась лишь встреча между Антонссоном и Армстронгом за «серебро», где победил шведский борец.

## Призовые места
- Дюла Бобиш (HUN)
- Бертиль Антонссон (SWE)
- Джим Армстронг (AUS)

## Первый круг
| Штрафных баллов | Участник 1                | Результат | Участник 2            | Штрафных баллов |
| --------------- | ------------------------- | --------- | --------------------- | --------------- |
| 1               | Йозеф Ружичка (TCH)       | 2-1       | Дик Хаттон (USA)      | 2               |
| 0               | Джим Армстронг (AUS)      | 3-0       | Фред Оберлендер (GBR) | 3               |
| 1               | Дюла Бобиш (HUN)          | 3-0       | Вилли Лардон (SUI)    | 3               |
| 1               | Бертиль Антонссон (SWE)   | 3-0       | Садик Эсен (TUR)      | 3               |
| 0               | Абдул Гасем Сахдари (IRI) | Пропускал |                       |                 |

## Второй круг
| Штрафных баллов | Участник 1              | Результат   | Участник 2                | Штрафных баллов |
| --------------- | ----------------------- | ----------- | ------------------------- | --------------- |
| 2               | Йозеф Ружичка (TCH)     | 2-1         | Фред Оберлендер (GBR)     | 5               |
| 3               | Дик Хаттон (USA)        | 2-1         | Абдул Гасем Сахдари (IRI) | 2               |
| 1               | Дюла Бобиш (HUN)        | Туше (6:14) | Джим Армстронг (AUS)      | 3               |
| 4               | Садик Эсен (TUR)        | 3-0         | Вилли Лардон (SUI)        | 6               |
| 1               | Бертиль Антонссон (SWE) | Пропускал   |                           |                 |

## Третий круг
| Штрафных баллов | Участник 1              | Результат              | Участник 2                | Штрафных баллов |
| --------------- | ----------------------- | ---------------------- | ------------------------- | --------------- |
| 1               | Бертиль Антонссон (SWE) | Туше (8:41)            | Абдул Гасем Сахдари (IRI) | 5               |
| 3               | Джим Армстронг (AUS)    | Отстранение от встречи | Дик Хаттон (USA)          | 6               |
| 1               | Дюла Бобиш (HUN)        | Туше (9:06)            | Йозеф Ружичка (TCH)       | 5               |
| 4               | Садик Эсен (TUR)        | Пропускал              |                           |                 |

## Четвёртый круг
| Штрафных баллов | Участник 1           | Результат    | Участник 2              | Штрафных баллов |
| --------------- | -------------------- | ------------ | ----------------------- | --------------- |
| 3               | Джим Армстронг (AUS) | Туше (12:30) | Садик Эсен (TUR)        | 7               |
| 2               | Дюла Бобиш (HUN)     | 2-1          | Бертиль Антонссон (SWE) | 3               |

## Финал
| Штрафных баллов | Участник 1              | Результат   | Участник 2           | Штрафных баллов |
| --------------- | ----------------------- | ----------- | -------------------- | --------------- |
|                 | Бертиль Антонссон (SWE) | Туше (9:49) | Джим Армстронг (AUS) |                 |